# Olšina (les)

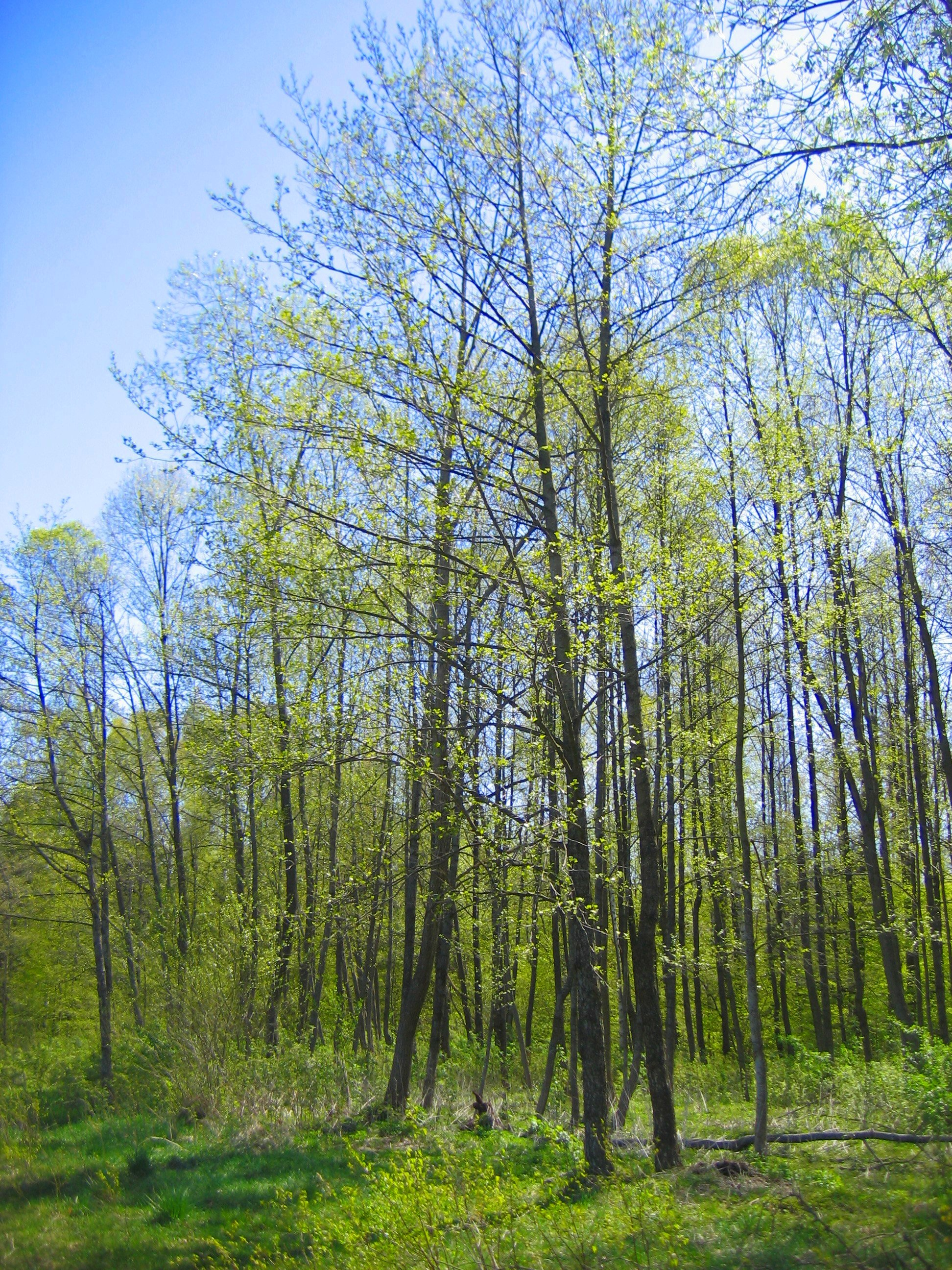
Porost olše lepkavé v Bělověžské oblasti

Olšiny jsou vesměs azonální lesní společenstva, jejichž stromové patro je tvořeno dominantně olšemi, eventuálně s příměsí jiných listnáčů jako jsou jasany, javory nebo střemchy. Vyvíjejí se na stanovištích s vysokou hladinou spodní vody, kolem rybníků, potoků a řek. Jsou přirozenou součástí sukcesního vývoje mokřadních společenstev. Velkého rozmachu v české krajině dosáhly porosty olšin na přelomu 19. a 20. století, kdy došlo k výrazné změně hospodaření v krajině a ponechání mnoha břehových porostů a podmáčených mokřadních luk spontánní sukcesi. V ekologii a fytocenologii se rozlišuje několik různých společenstev.

## Mokřadní olšiny (svazAlnion glutinosae)

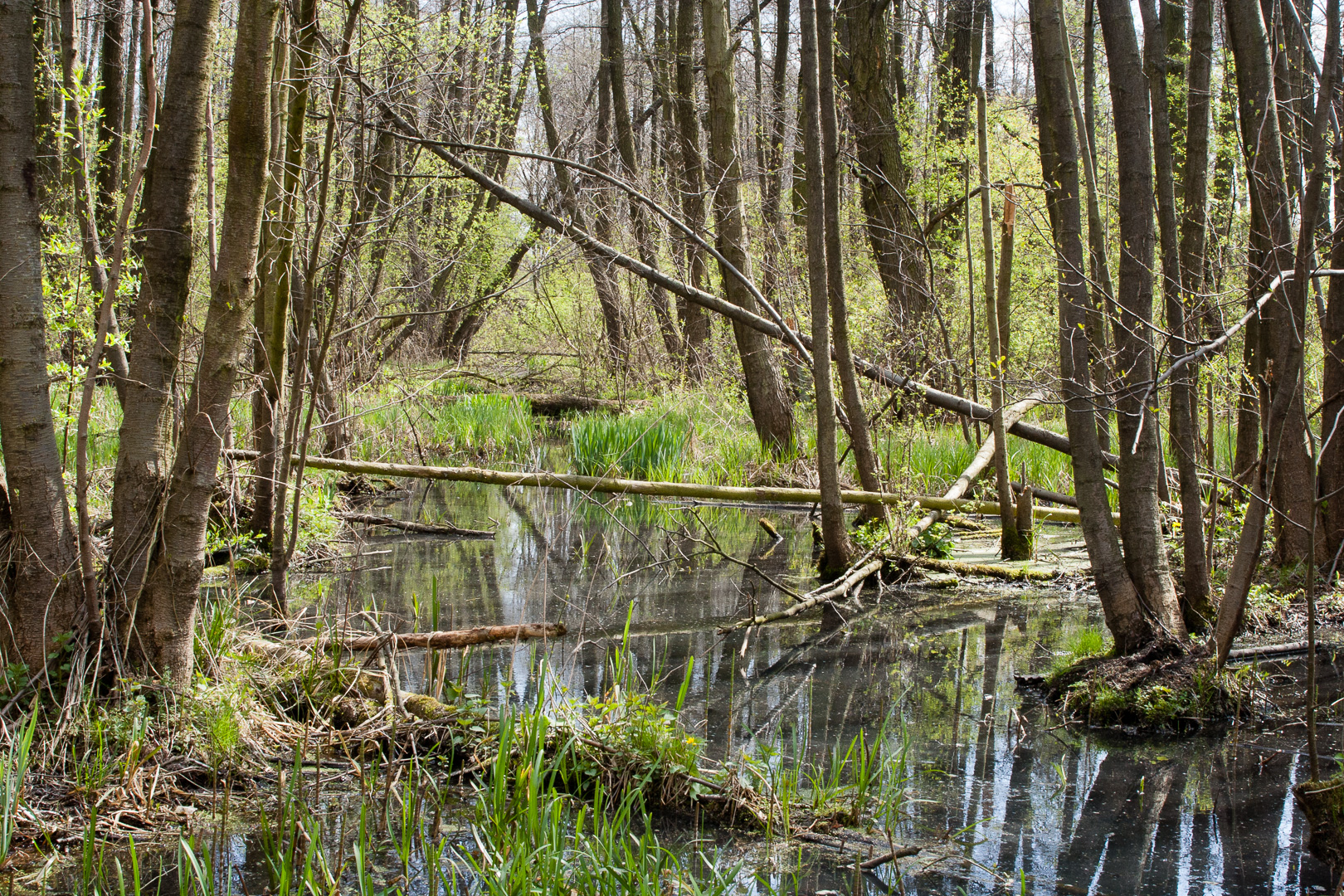
Pohled do podmáčené olšiny

Vegetace lesních mokřadů (včetně přechodových rašelinišť a slatinišť), na kterých převládá olše lepkavá (Alnus glutinosa), někdy s příměsí břízy pýřité. Keřové patro tvoří krušina olšová, vrba popelavá, střemcha obecná nebo porosty maliníku. Bylinné patro bývá druhově spíše chudé, často v něm zcela dominuje jediný druh, např. některé druhy ostřic (ostřice ostrá, ostřice pobřežní, ostřice prodloužená), skřípina lesní nebo kopřiva dvoudomá. Vyskytovat se mohou druhy mokřadních luk (metlice trsnatá, blatouch bahenní), dalšími typickými rostlinami jsou třtina šedavá, řeřišnice hořká, vrbina obecná, smldník bahenní, šišák vroubkovaný, lilek potměchuť, violka bahenní, kosatec žlutý, karbinec evropský, přeslička poříční nebo kapradiník bažinný.
V českých podmínkách se vegetace tohoto svazu vyskytuje od nížin do podhůří poblíž rybníků, ve slepých ramenech vodních toků a na rozsáhlejších prameništích; zarůstá též opuštěné podmáčené louky. Jedná se o stanoviště se stagnující, vysoko položenou hladinou podzemní vody, často s glejovými půdami obvykle kyselé až neutrální reakce.

## Olšiny tvrdých luhů (svazAlnion incanae)

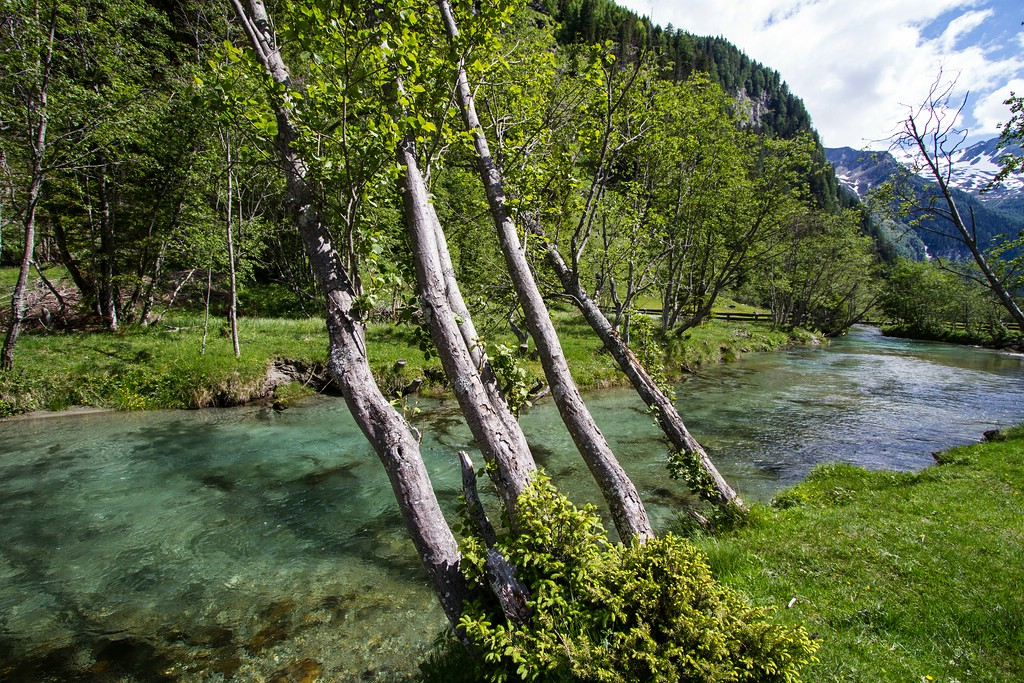
Horská říčka lemovaná olší šedou

Tvrdé luhy s převahou olše (v nižších polohách olše lepkavé, ve vyšších olše šedé) mohou vytvářet řadu různorodých společenstev. Ve stromovém patře je vedle olší často přimíšen jasan ztepilý nebo střemcha obecná, méně často též smrk ztepilý, javor mléč nebo jeřáb ptačí. V keřovém patře roste krušina olšová. Bylinné patro se liší v závislosti na konkrétním společenstvu, obecně bývá poměrně bohaté. Společenstva se vyskytují na prameništích nebo kolem drobnějších vodních toků od nížin do hor. Půdy jsou zde převážně eutrofní fluvizemě nebo gleje, s kyselou nebo neutrální reakcí. Charakteristické zde bývají periodické záplavy v době jarního tání sněhu.

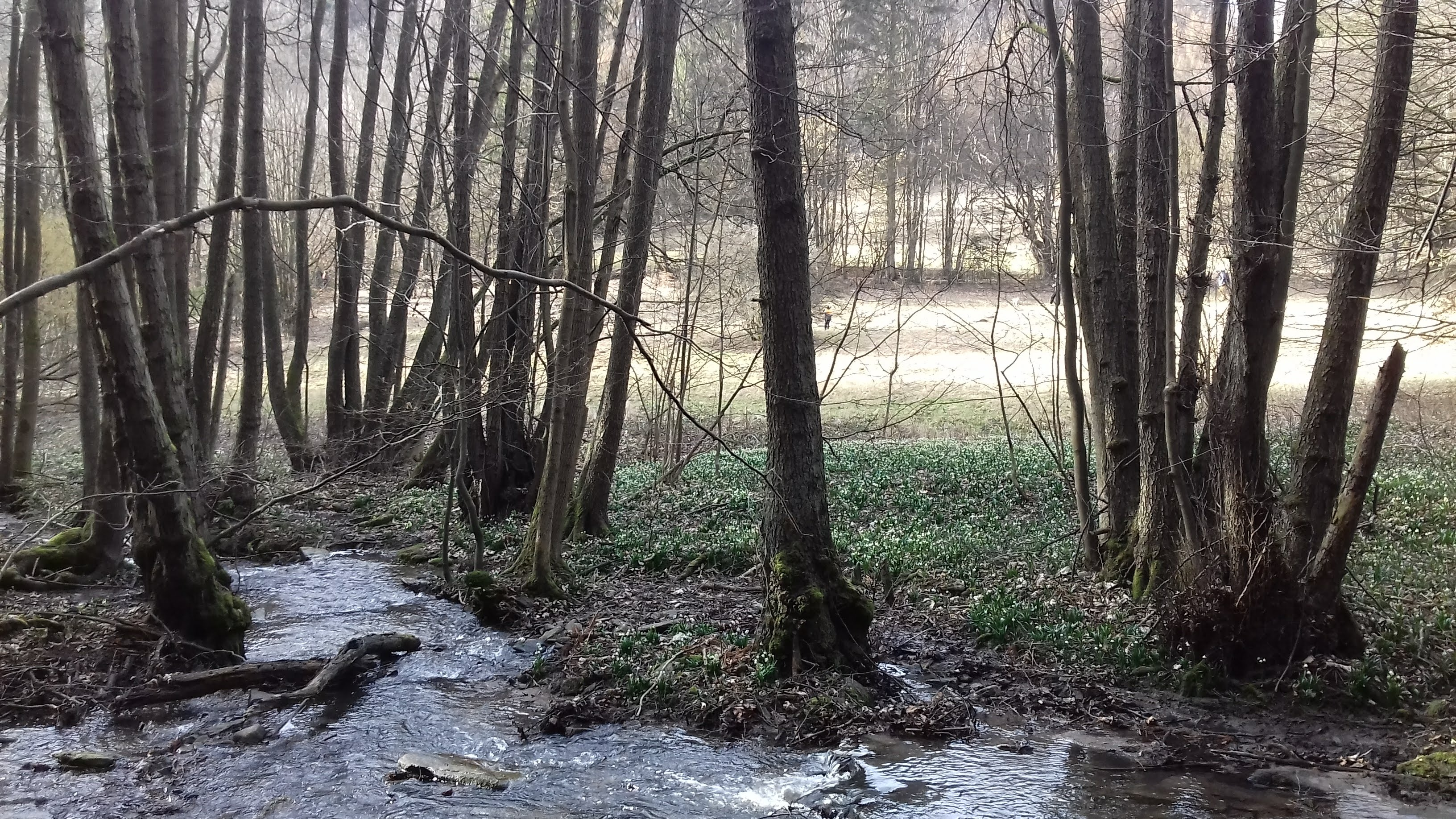
Jarní aspekt ptačincové potoční olšiny s bledulí jarní

Horské olšiny s olší šedou (asociace Alnetum incanae) se vyskytují ve vyšších polohách podél horských a podhorských toků, jejich bylinný podrost je tvořen druhy odolávajícími povodňovým vlnám (devětsil bílý, žluťucha orlíčkolistá), časté jsou horské druhy jako kamzičník rakouský, mléčivec alpský, kuklík potoční nebo oměj šalamounek.
Prameništní jasanové olšiny (Carici remotae-Fraxinetum excelsioris) obsazují podmáčené půdy na prameništích a kolem pomalu tekoucích potoků od nížin do hor. Keřové patro nebývá vyvinuto, v bylinném se jako dominanty uplatňují hygrofyty jako ostřice řídkoklasá (Carex remota), řeřišnice hořká (Cardamine amara), krabilice chlupatá (Chaerophyllum hirsutum), přeslička lesní, mokrýš střídavolistý či druhy z okruhu pomněnky bahenní (Myosotis palustris agg.).
Potoční ptačincové olšiny (Stellario nemorum-Alnetum glutinosae) doprovázejí menší vodní toky středních poloh; hojně jsou v nich zastoupeny hájové druhy s nápadným jarním aspektem (sasanka hajní, plicník lékařský, ptačinec hajní, vzácněji bledule jarní), stejně jako hygrofyty a nitrofyty (rozrazil potoční, pitulník žlutý, čistec lesní, kuklík městský, kopřiva dvoudomá, bršlice kozí noha, v keřovém patře bez černý).
Střemchové jaseniny (Pruno padi-Fraxinetum excelsioris) tvoří výskytem i druhovou skladbou přechodný typ vegetace mezi potočními olšinami a údolními tvrdými luhy.

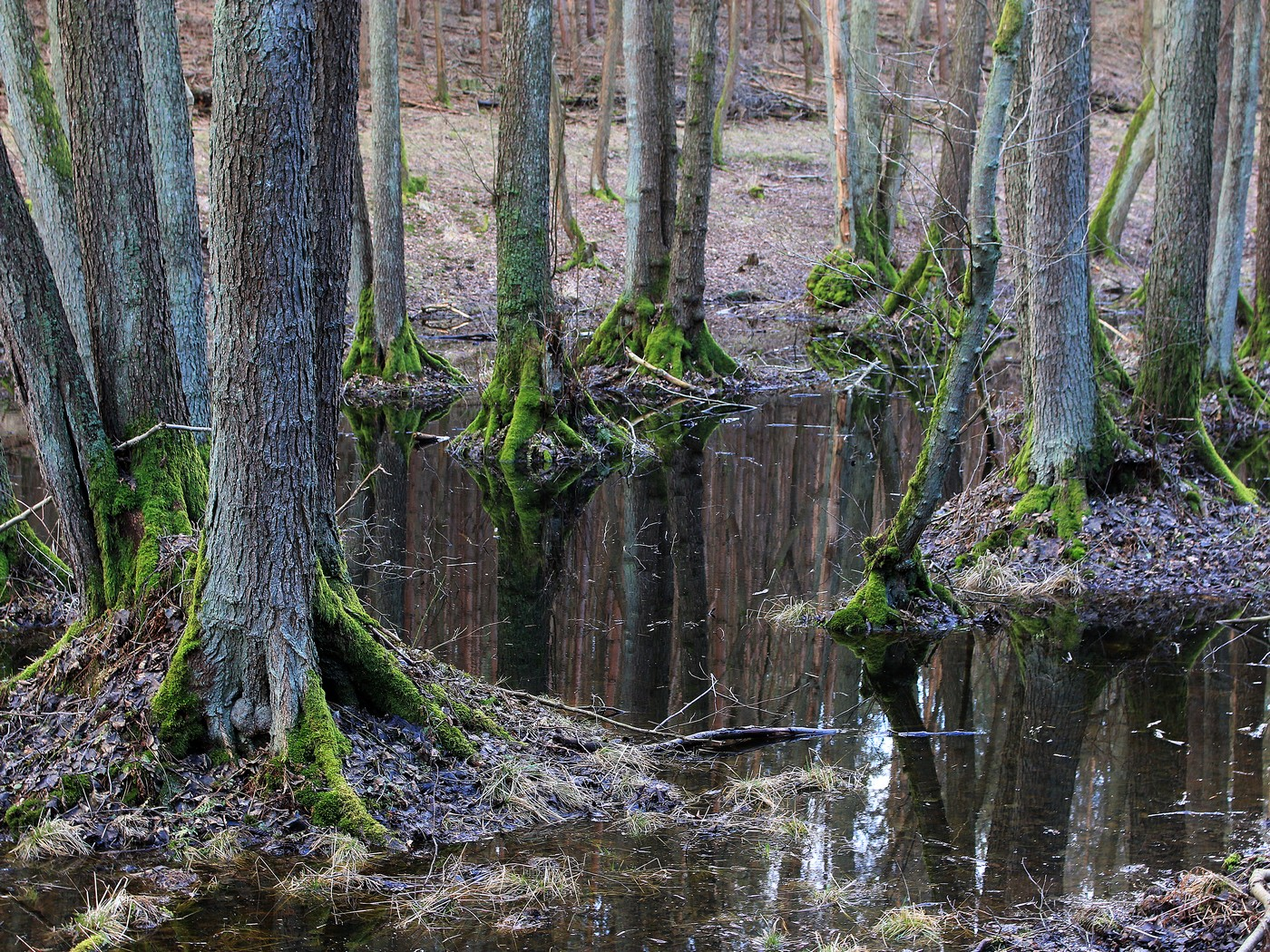
Kořeny olší zpevňují vodní břehy

## Význam
Porosty olšin mají velký půdoochranný význam, jelikož zpevňují břehy vodních toků a tím zabraňují erozi. Svou roli hrají také při čištění podzemní vody a ochraně toků před vstupem nadměrného množství živin a znečišťujících látek z okolní krajiny. Lze je využívat i jako spíše omezený zdroj dřeva.